# Karl Adolf Brodtbeck
Karl Adolf Brodtbeck (* 10. Oktober 1866 in Liestal; † 11. Juni 1932 in Lausanne) war ein Schweizer Jurist und Politiker der Sozialdemokratischen Partei.

## Leben
Brodtbeck wurde 1866 geboren als Sohn des Wirts des Gasthofs «Zum Schlüssel» in Liestal. Er besuchte das Gymnasium in Basel und studierte anschliessend Rechtswissenschaft an den Universitäten Basel, Lausanne und Berlin und promovierte.
Von 1899 bis 1902 war Brodtbeck als Adjunkt für Gesetzgebung und Rechtspflege am  Eidgenössischen Justiz- und Polizeidepartement tätig. Anschliessend praktizierte er bis 1924 als Rechtsanwalt in Basel, Liestal und Pratteln. In dieser Zeit nahm er von 1903 bis 1922 auch Einsitz in den Verwaltungsrat der Schweizerischen Bundesbahnen. 1919 wurde Brodtbeck in den Nationalrat gewählt, dem er bis Mitte 1924 angehörte. Ausserdem gehörte er  von 1920 bis 1924 dem Landrat des Kantons Basel-Landschaft an. In derselben Zeitspanne war er auch Mitglied des Bankrats der Basellandschaftlichen Kantonalbank. Von 1924 bis 1932 war Brodtbeck Bundesrichter an der 2. Zivilabteilung des Bundesgerichts.